# Pignano
Pignano is een plaats (frazione) in de Italiaanse gemeente Volterra.